# Ruda Bukva
Ruda Bukva (izvirno srbsko Руда Буква) je naselje v Srbiji, ki upravno spada pod Občino Kosjerić; slednja pa je del Zlatiborskega upravnega okraja.

## Demografija
V naselju živi 106 polnoletnih prebivalcev, pri čemer je njihova povprečna starost 51,1 let (50,2 pri moških in 52,1 pri ženskah). Naselje ima 41 gospodinjstev, pri čemer je povprečno število članov na gospodinjstvo 2,88.
To naselje je popolnoma srbsko (glede na rezultate popisa iz leta 2002).
|  |

| Demografija | Demografija     | Demografija     |
| Leto        | Št. prebivalcev | Št. prebivalcev |
| ----------- | --------------- | --------------- |
|             |                 |                 |
|             |                 |                 |
|             |                 |                 |
|             |                 |                 |
| 1948        | 230             |                 |
| 1953        | 231             |                 |
| 1961        | 253             |                 |
| 1971        | 235             |                 |
| 1981        | 191             |                 |
| 1991        | 193             | 180             |
| 2002        | 129             | 118             |
|             |                 |                 |

| Etnična sestava po popisu iz leta 2002 | Etnična sestava po popisu iz leta 2002 | Etnična sestava po popisu iz leta 2002 | Etnična sestava po popisu iz leta 2002 | Etnična sestava po popisu iz leta 2002 |
| -------------------------------------- | -------------------------------------- | -------------------------------------- | -------------------------------------- | -------------------------------------- |
| Srbi                                   | Srbi                                   |                                        | 118                                    | 100,0%                                 |
| Neznano                                | Neznano                                |                                        | 0                                      | 0,0%                                   |